# Suge Knight

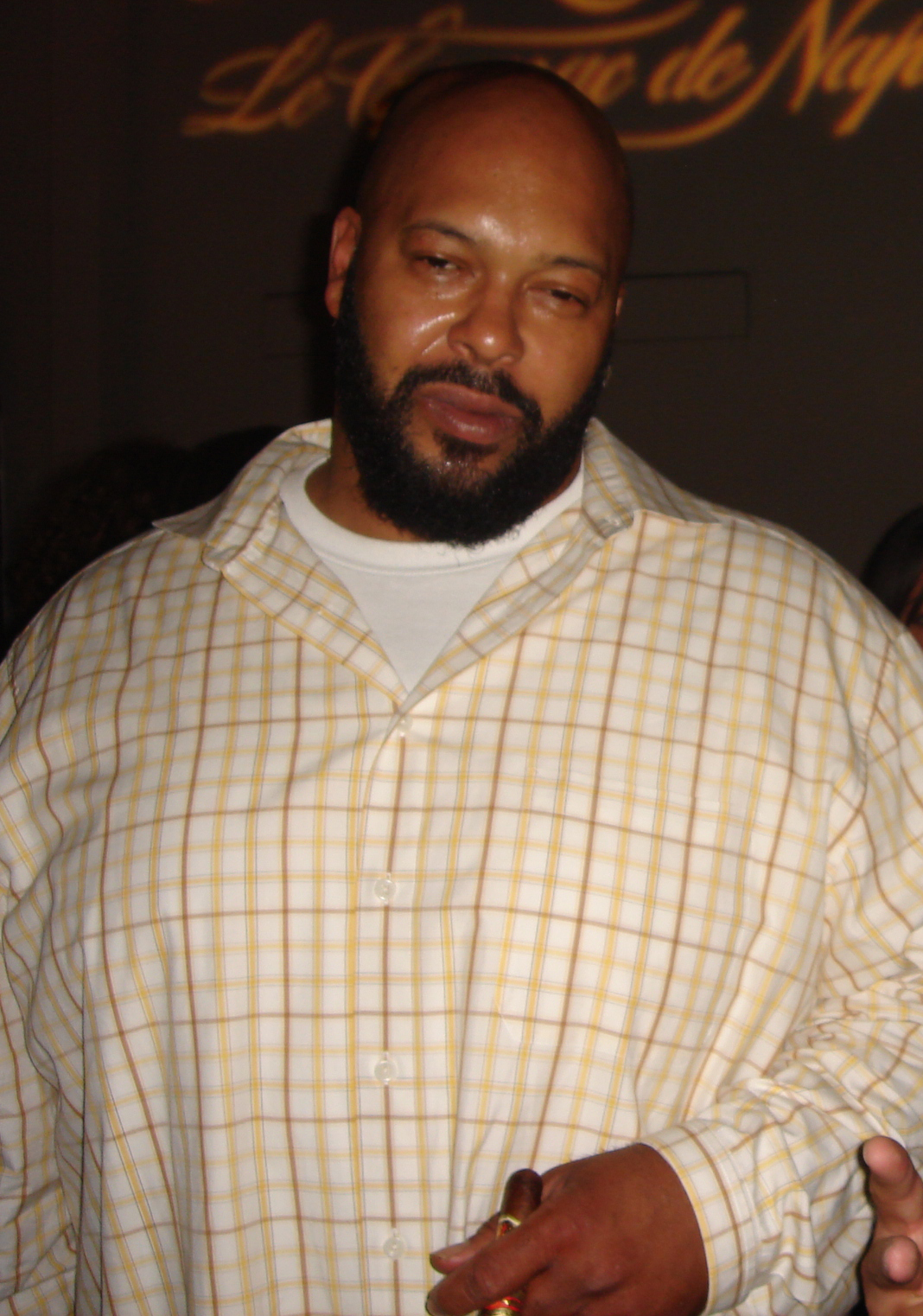
Suge Knight, 2007

Suge Knight (* 19. April 1965 in Compton, Kalifornien; bürgerlich Marion Hugh Knight Jr.) ist ein US-amerikanischer Hip-Hop-Produzent und zusammen mit Dr. Dre Gründer von Death Row Records. Knight war eine der Schlüsselfiguren in der Auseinandersetzung East Coast vs. West Coast, die in den 1990er Jahren die öffentliche Wahrnehmung der Hip-Hop-Szene prägte. Wegen Totschlags wurde er 2018 zu 28 Jahren Gefängnis verurteilt.

## Leben

### Frühe Jahre
Knight wuchs in Compton nahe Los Angeles auf. Er war bereits früh Mitglied in einer Straßengang und erhielt den Spitznamen „Sugar“.
Im Football fiel er wegen seiner guten sportlichen Leistungen auf. Er bekam ein Stipendium an der University of Nevada, Las Vegas. Als Nachwuchsspieler brachte er es auf einige Einsätze beim NFL-Team Los Angeles Rams, verlor aber noch vor Abschluss des Studiums Stipendium und Uni-Platz, da seine Studienleistungen unter die vorgegebenen Mindestwerte fielen.

### Karriere
Nach dem Rauswurf aus der Uni machte er sich selbstständig und arbeitete als Konzert-Promoter und nebenher noch als Bodyguard. Zusammen mit Dr. Dre gründete er 1991 die Plattengesellschaft Death Row Records. Die ersten Künstler, die sie unter Vertrag nahmen, waren The D.O.C., RBX und Michel’le. Diese kamen alle von der von Eazy-E gegründeten Plattenfirma Ruthless Records. 1992 veröffentlichte Dr. Dre sein eigenes Album The Chronic. Das Album verkaufte sich im Laufe der „Death-Row-Ära“ fünf Millionen Mal und wurde mehrfach mit Platin-Schallplatten ausgezeichnet.
Im Jahre 1995 stellte Suge Knight eine Kaution von 1,4 Mio. US-Dollar für den Rapper Tupac Shakur, der gegen seine Verurteilung wegen sexueller Nötigung Berufung eingelegt hatte. Shakur unterzeichnete im Gegenzug einen Drei-Alben-Vertrag. Shakurs Album All Eyez On Me wurde, wie die ausgekoppelte Single California Love mit Dr. Dre, ein internationaler Verkaufserfolg. Aus einem Konflikt mit The Notorious B.I.G., den Tupac beschuldigt hatte, einen Anschlag auf ihn verübt zu haben, entwickelte sich, wie sich später herausstellte, ein folgenschwerer Konflikt zwischen den Chefs der beiden Plattenfirmen Bad Boy Entertainment und Death Row Records. Dieser Streit wurde von den Medien oft als East-Coast-vs.-West-Coast-Konflikt bezeichnet und führte letztlich zu mehreren Toten.
Death Row Records litt langfristig unter dem Konflikt. 1996 verließ Dr. Dre die Plattenfirma. Am 7. September desselben Jahres gaben Unbekannte mehrere Schüsse auf Tupac Shakur ab, der sechs Tage später an seinen Verletzungen starb. Bis dahin war Tupac der finanziell mit Abstand wichtigste Künstler der Plattenfirma.
Kurz darauf wurde Knight zu einer neunjährigen Gefängnisstrafe verurteilt, da er am Tag, an dem auf Shakur die tödlichen Schüsse abgefeuert wurden, gemeinsam mit diesem in einem Casino ein Mitglied der Crips, einer verfeindeten Gang, verprügelt hatte. Aufgrund guter Führung wurde Suge im August 2001 vorzeitig entlassen.
Als im März 1997 Notorious B.I.G. ebenfalls erschossen wurde, hielten die meisten Beobachter Suge Knight für den Verantwortlichen im Hintergrund. Die Polizei konnte den Mord an Notorious B.I.G. aber nicht aufklären. Nach der Haftentlassung versuchte Knight, seine Plattenfirma wieder aufzubauen. Die wichtigste neu unter Vertrag genommene Künstlerin Lisa „Left Eye“ Lopes von TLC starb aber bei einem Autounfall in Honduras, bevor sie unter der Plattenfirma, welche mittlerweile in „Tha Row“ umbenannt war, etwas veröffentlichen konnte.
Suge Knight kam wegen illegalen Waffenbesitzes für 60 Tage ins Gefängnis, anschließend wieder, weil er einen Parkanweiser verprügelte, zuletzt dann im August 2003 für weitere 10 Monate.
Im März 2005 wurde Suge Knight zu einer Zahlung von 106 Millionen Dollar an Lydia Harris aufgefordert. Diese behauptet, dass ihr Ehemann, der inhaftierte Drogenkönig Michael „Harry-O“ Harris, 1,5 Millionen Dollar zur Gründung des Labels beigesteuert hatte und dafür im Gegenzug einen Anteil von 50 Prozent des Labels erhalten sollte. Suges Konten wurden vorübergehend eingefroren und im Jahre 2007 gab er bekannt, dass er sein Label Tha Row Records schließen wolle.
Im August 2005 wurde er bei einer Party in Miami Beach angeschossen.
Im Dezember 2007 gab Knight bekannt, dass er zum christlichen Glauben gekommen sei und nun häufiger in die Kirche gehe. Des Weiteren wolle er als Konsequenz die Musik seiner Plattenfirma „fluch-frei“ halten. Kritiker sehen in seinem plötzlichen Glauben allerdings eher eine Art PR-Schachzug, um seine ohnehin geschwächte Plattenfirma wieder zu etwas Aufmerksamkeit zu verhelfen. Auch war eine Fernseh-Reality-Show namens Suge Knights Unfinished Business bereits in Produktion, in der Knight 20 vom Abrutschen in die Kriminalität gefährdeten Jugendlichen den richtigen Weg weisen wollte. Hierfür gründete er die Plattenfirma BlackBall Records, da er hoffte, unter den Jugendlichen neue Talente zu finden.
Am 27. August 2008 wurde Knight in Las Vegas erneut von der Polizei festgenommen, weil er seine Freundin mit einem Messer bedroht haben soll. Im Zuge der Verhaftung wurde bei ihm Ecstasy und das verschreibungspflichtige Medikament Hydrocodon gefunden. Das gerichtliche Verfahren wurde im Dezember 2008 eingestellt.
Knight wurde am 24. August 2014 in einem Club in Hollywood erneut angeschossen.

### Verurteilung wegen Totschlags
Im Januar 2015 überfuhr Suge Knight infolge eines Streits zwei Männer mit einem Pick-up auf dem Parkplatz eines Fast-Food-Restaurants im kalifornischen Compton. Einer der beiden Männer starb, während der andere schwer verletzt überlebte. Knight wurde unter Mordverdacht festgenommen. Suge Knight war dort, um unter anderem mit Ice Cube und Dr. Dre einen Werbespot zum Film Straight Outta Compton zu drehen. Der Film von F. Gary Gray über die Hip-Hop-Gruppe N.W.A. kam 2015 in die Kinos. Nach einem Streit mit dem späteren Opfer musste Suge Knight das Set verlassen, auf dem Parkplatz setzte sich die Auseinandersetzung jedoch fort. Knights Anwalt James Blatt erklärte, sein Mandant habe eine Person versehentlich überfahren, als er von einem Angriff fliehen wollte. Eine Kaution von 2 Millionen US-Dollar wurde zurückgezogen, da bei Knight Fluchtgefahr bestehe und man annahm, er könne Zeugen einschüchtern. Am 20. März 2015 wurde von der Staatsanwaltschaft eine Kaution von 25 Millionen US-Dollar beantragt. Im April 2017 setzte der zuständige Richter das Verhandlungsdatum auf den 8. Januar 2018 fest.
Am 21. September 2018 gab die Staatsanwaltschaft in Los Angeles bekannt, dass Suge Knight mit ihnen eine Verfahrensabsprache getroffen hatte. Er räumte den Vorwurf des Totschlags (voluntary manslaughter) zwar nicht ein, stritt ihn aber auch nicht ab (no-contest plea). Die noch schwerer wiegenden Anklagepunkte des Mordes und des versuchten Mordes ließ die Anklagebehörde daraufhin fallen. Er wurde am 4. Oktober 2018 zu einer Freiheitsstrafe von 28 Jahren verurteilt, durch das kalifornische Three-strikes law wurde das normale Strafmaß mehr als verdoppelt.
Im August 2017 wurde Knight vorgeworfen, im Jahr 2014 während der Produktion des Films Straight Outta Compton Morddrohungen gegen den Regisseur F. Gary Gray ausgesprochen zu haben, da er mit der Darstellung seiner Rolle im Film unzufrieden war. Das Strafverfahren in diesem Fall wurde im Zusammenhang mit der schwerer wiegenden Verurteilung wegen Totschlags eingestellt.

## Dokumentation
Knights Leben ist Gegenstand der von Antoine Fuqua inszenierten Dokumentation American Dream/American Knightmare, die 2018 veröffentlicht wurde.